# Гальегос, Хосе Рафаэль де
Хосе́ Рафаэ́ль де Галье́гос-и-Альвара́до (исп. José Rafael de Gallegos y Alvarado; 31 октября 1784, Картаго — 4 марта 1835, Сан-Хосе) — государственный и политический деятель Коста-Рики. Председатель Верховной правящей хунты (17 октября 1822 — 31 декабря 1822). Президент Коста-Рики (9 марта 1833 — 4 марта 1835).

## Биография
Крупный латифундист. Владелец огромного поместья, на котором выращивался сахарный тростник и кофе, приносивших ему значительные доходы. Также коммерсант, совладелец шахты Monte del Aguacate.
Работал школьным учителем в Сан-Хосе. В 1821 году был избран первым мэром Сан-Хосе.
В январе 1822 года стал членом хунты, борющейся за провозглашение независимости Коста-Рики. С 17 октября 1822 по 1 января 1823 года являлся председателем этого государственного органа (Верховной правящей хунты).
В 1824 году консервативная группа политиков безуспешно пыталась выдвинуть Рафаэля Хосе де Гальегоса на пост вице-президента.
В следующем 1825 году стал вице-президентом и находился в этой должности до 1829 года.
На президентских выборах 1833 года ни один из кандидатов не добился абсолютного большинства голосов. В результате на пост президента Коста-Рики решением парламента был избран Рафаэль Хосе де Гальегос. Его заместителем — Мануэль Фернандес Чакон.
Исполнял президентские функции до марта 1835 года.
После отставки, в 1842 году был назначен президентом Верховного суда Коста-Рики, однако отказался вступить в должность. В 1844 году был избран в Национальный парламент, который возглавлял.